# Raymond Smith Dugan
Raymond Smith Dugan född 30 maj 1878 i Montague Massachusetts, död 31 augusti 1940, var en amerikansk astronom.
Han gjorde alla sina upptäckte från observatoriet i den tyska staden Heidelberg. 
Minor Planet Center listar honom som upptäckare av 16 asteroider mellan 1902 och 1904.
Nedslagskratern Dugan på månen och asteroiden 2772 Dugan är uppkallade efter honom.

## Asteroider upptäckta av Dugan
| 497 Iva         | 4 november 1902   |
| 503 Evelyn      | 19 januari 1903   |
| 506 Marion      | 17 februari 1903  |
| 507 Laodica     | 19 februari 1903  |
| 508 Princetonia | 20 april 1903     |
| 510 Mabella     | 20 maj 1903       |
| 511 Davida      | 30 maj 1903       |
| 516 Amherstia   | 20 september 1903 |
| 517 Edith       | 22 september 1903 |
| 518 Halawe      | 20 oktober 1903   |
| 519 Sylvania    | 20 oktober 1903   |
| 521 Brixia      | 10 januari 1904   |
| 523 Ada         | 27 januari 1904   |
| 533 Sara        | 19 april 1904     |
| 534 Nassovia    | 19 april 1904     |
| 535 Montague    | 7 maj 1904        |